# Ondskan
Pour plus de détails, voir Fiche technique et Distribution.
Ondskan est un film suédois réalisé par Mikael Håfström, tiré du roman autobiographique La Fabrique de violence de Jan Guillou, et sorti en 2003. Le film est nommé à l'Oscar du meilleur film en langue étrangère.

## Synopsis
Le film a été inspiré de faits authentiques.
Erik Ponti, quinze ans, vivant avec un beau-père sadique qui le bat au moindre écart de conduite, pendant que sa mère joue du piano pour masquer le bruit des coups, est exclu de son école pour des bagarres répétées.
Sa mère décide alors de le mettre en internat, vendant pour cela une partie de ses biens, Erik prend conscience de cela et renonce à ses mauvais penchants.
Dès son arrivée dans sa nouvelle école, on lui apprend qu'un conseil de douze élèves règne sur l'école et a mis en place des règles basées sur les sévices et la brutalité afin de punir ceux qui désobéissent ou qui n'exécuteraient pas leurs moindres caprices. Erik refusant les règles, il devra tout faire pour ne pas retomber dans la violence.

## Fiche technique
- Titre : Ondskan
- Titre anglophone : Evil
- Réalisation : Mikael Håfström
- Scénario : Mikael Håfström et Hans Gunnarsson d'après le roman[2] de Jan Guillou
- Production : Malte Forssell, Per Holst, Ingemar Leijonborg, Hans Lönnerheden, H.P. Lundh et Kim Magnusson (en)
- Distribution : Columbia TriStar
- Musique : Francis Shaw
- Studio : Moviola
- Pays de production : Suède, Danemark
- Genre : Drame
- Durée : 113 minutes
- Date de sortie :  26 septembre 2003
- Budget : 2 000 000 €

## Distribution
- Andreas Wilson : Erik Ponti
- Henrik Lundström : Pierre Tanguy
- Gustaf Skarsgård : Otto Silverhielm
- Linda Zilliacus : Marja
- Jesper Salén : Dahlén
- Filip Berg : Johan
- Fredrik af Trampe : von Schenken
- Richard Danielsson : Karlberg
- Martin Svane : Leffler
- Rustan Blomqvist : Bergvall
- Peter Eggers : Von Rosen
- Per Westergren : Lewenheusen
- Henrik Linnros : Beijer
- Theodor Hoffsten : Lagerros
- Sanna Mari Patjas : Stina
- Johan Rabaeus : le beau-père d'Erik
- Marie Richardson : la mère d'Erik
- Magnus Roosmann : Tosse Berg
- Ulf Friberg : Tranströmer
- Mats Bergman : Melander
- Lennart Hjulström : le proviseur Lindblad
- Kjell Bergqvist : Ekengren
- Björn Granath : le proviseur
- Petter Darin : Von Seth (non crédité)
- Ruben Flam : un condisciple (non crédité)
- Christian Rinmad : Dinkelspiel (non crédité)
- Danny Saucedo : Bully (non crédité)
- Karl Windén : (non crédité)

## Autobiographique
Jan Guillou a déclaré que Ondskan est essentiellement une histoire vraie. Certaines choses, comme l'histoire d'amour, l'épreuve de natation ont été modifiées pour rendre l'histoire plus intéressante. Mais la violence, la merde, la terreur psychologique est absolument vraie. En effet, l'école de Guillou a été mentionnée dans les journaux pour ces violences et mise en faillite quelques années après sa graduation, il parle à des entrevues de manière très convaincante de sa vaste expérience personnelle et de la violence.